# 脛骨高原骨折
脛骨高原骨折(けいこつこうげんこっせつ)は膝の部分の脛骨の上部が骨折した状態のことである。症状は膝の痛み、むくみ、膝の可動域の減少である。脛骨高原骨折をした場合、一般的に歩くことができなくなる。合併症には動脈血管や神経の損傷、関節炎、コンパートメント症候群などが挙げられる。
一般的な原因は交通事故や落下などの事故などである。リスク要因には骨粗鬆症やスキーなどのスポーツが挙げられる。診断は一般的に疑われる症状の診察に加えX線とCTスキャンが用いられる。普通のX線では割れ目が見えない場合がある。
痛みの緩和には非ステロイド性抗炎症薬、オピオイド、スプリンティングが用いられる。一般的に患者の健康状態が十分な場合は手術治療が行われる。骨折した部分が正常位置にあり膝の靭帯も正常な場合は手術をせず治療することもある。
骨折の約1%は脛骨高原骨折である。一般的に中年の男性と高齢の女性によく診られる。1920年代は歩行中に車にぶつかられ骨折することから"フェンダー骨折"と言われていた。